# うわの空・藤志郎一座
うわの空・藤志郎一座（うわのそらとうしろういちざ）は、日本の劇団である。1998年結成。上演される演劇は座長の村木藤志郎作によるオリジナル作品が主。

## 概要
- 1998年旗揚げ。劇団名の名付け親は、放送作家の高田文夫[1]。

高田が大好きな喜劇集団”雲の上団五郎一座”から由来はきており、”雲の上”より高いところへ、という意味と、言葉が持つぼーっとしたのんきなイメージを、くだらない笑いに溢れた舞台に当てはめたダブルミーニング。
- 「東京の喜劇」を意識した、座長・村木藤志郎作によるオリジナル作品を上演し続けている。

台本がない『口立て』で作品を作っていくのが大きな特徴。役者に任せられたセリフ回しは余計な力が入らないリアルさを持ち、独特の空間を生み出している。劇団の舞台活動は、春と秋、年2回の本公演と、年4～5回のお笑いライブ。東京中心に活動しているが、近年は名古屋、大阪、札幌でも本公演を行っている。
- 2004年ゴールデンイウーク紀伊国屋ホールに進出、以後ゴールデンウイークの紀伊国屋ホールはうわの空・藤志郎一座が公演を行っている

- 落語家の弟子を主役に寄席の楽屋を描いた作品『悲しみにてやんでい』が映画化。

TOKYOてやんでぃ～The StoryTeller's Apprentice～というタイトルで2013年公開。ぴあ初日満足度ランキング1位（2013.2.23）（クレジットでは原作：うわの空・藤志郎一座、脚本：村木藤志郎・土田真巳・神田裕司）。

## 略歴
- 1998年、村木藤志郎、高橋奈緒美、島優子、土田真巳らのメンバーを中心に結成にされる[3]。
- 1998年　旗揚げ公演『水の中のホームベース』／第1回リプトン演劇祭　最優秀賞受賞
- 1999年　第3回公演『桜-SAKURA-』に高田文夫、春風亭昇太、立川志らく、柳家花緑らが客演（客席には人間国宝柳家小さんの姿が）
- 1999年8月　お江戸日本橋亭にて、劇団員によるお笑いライブうわの空LIVEスタート（以後年に3〜4回上演）
- 2001年　第9回公演『水の中のホームベース』で初の名古屋公演
- 2001年　夏の本公演『水の中のホームベース』／シアターグリーンフェスティバル　グリーン大賞受賞（『SET』以来27年振りの大賞）
- 2004年　第17回公演『水の中のホームベース』で初の紀伊国屋ホール公演。以後毎年ゴールデンウイークに公演
- 2006年5月　札幌BLOCHにて初のうわの空LIVE　北海道初上陸
- 2006年6月　番外公演として別役実の『雰囲気のある死体』上演。台本を一字一句変えずにうわの空スタイルで別役作品を好演。
- 2008年1月　うわの空LIVE50回記念ライブを北沢タウンホールにて開催。福本伸行、千葉繁、石井正則らからビデオレター
- 2011年10月　第34回公演『面白半分』で初の札幌での本公演
- 2012年2月　『面白半分』にて初の大阪公演
- 2012年、『悲しみにてやんでぃ』が『TOKYOてやんでぃ』として映画化。出演：ノゾエ征爾、安達祐実、小松政夫、でんでん、池田鉄洋、南沢奈央、ラサール石井、真野響子、etc
- 2012年6月　本業以外の芸を披露する会『おたわむれの会』スタート。
- 2013年5月　紀伊國屋ホールにて10年連続ゴールデンウイーク公演達成（2014年以降も引き続き公演予定）
- 2013年5月　劇団員による音楽ライブ『UWANOSORA MUSIC PARTY!!』開催
- 2014年1月　座長村木藤志郎による大阪での演劇ワークショップスタート
- 2014年1月～2月    西村晋弥、土田真巳作&演出による短編2本立て『まことの座り方』『Will（ウイル）』上演
- 2014年3月 「おたわむれの会8」新宿末廣亭にて開催 ゲスト小宮孝泰　座長はトリで紺屋高尾
- 2014年5月 ルナ・レインボウ再演 紀伊國屋ホールにて11年連続ゴールデンウイーク公演達成
- 2014年7月　大阪ワークショップメンバーを客演に迎えて大阪で特別公演『まことの座り方』『Will（ウイル）』上演
- 2014年8月　新高円寺・GALLERY工＋withにてうわの空アート展開催
- 2014年11月　新作「第3のセルベッサ」東京・大阪で上演
- 2015年1月　タイニイ・アリスでの最後の公演「ブラザーズ＆シスターズ」上演
- 2015年5月 12年連続ゴールデンウイーク紀伊國屋ホール公演　新作「Palm-タナゴコロ-」上演
- 2016年5月 紀伊國屋サザンシアターにて初の公演　「ただいま！」上演
- 2016年5月 うわの空LIVE Vol.80 劇団としては異例のお笑いライブ80回達成
- 2016年6月 「ただいま！」名古屋にて追加公演
- 2016年7月 「ただいま！」大阪にて追加公演　ABCホール初進出　元惑星ピスタチオの遠坂百合子が客演
- 2018年10月　別館うわの空ANNEX始動２
- 2019年5月 15年連続ゴールデンウイーク紀伊國屋公演「ラストシーン」上演

## メンバー

### 主な役者
- 村木藤志郎 （座長）
- 高橋奈緒美
- 島優子
- 南琴里
- 林俊行
- 染木彩花

## 過去に居た主な劇団員
- 八幡カオル 2007年に退団。
- ティーチャ佐川真（めいどのみやげ）2010年に退団

## 主な客演
- ふじいあきら
- 遠坂合子
- 小宮孝泰
- 清水宏
- 畠山智妃
- 大崎初音（女流プロ雀士）
- Dr.レオン（マジシャン）
- 高田文夫
- 春風亭昇太
- 立川談四楼
- 立川志らく
- 柳家花緑
- AKIRA（プロレスラー）
- 菊タロー（プロレスラー）
- 木下鈴奈（声優）
- 高村めぐみ
- 石川浩司（exたま）
- 伊藤克信
- 宮澤正（声優）
- 栗山夢衣
- 富田真
- 竹内幸輔
- コンタキンテ
- 佐藤栞菜
- 高崎里音
- 前田淳（俳優）
- 白須慶子
- 姫くりなみえ
- ケチャップ河合
- 向山和孝とザ・コンプレックス199x
- 矢野いづみ
- 二輪明宏
- 小石田純一
- 永野希